# Milan Šíp
Milan Šíp (* 13. března 1956) je bývalý český fotbalista, útočník a fotbalový trenér.

## Fotbalová kariéra
V československé lize hrál za Škodu Plzeň. Dal 2 ligové góly. Ve druhé nejvyšší soutěži hrál za LIAZ Jablonec, VTŽ Chomutov, Auto Škodu Mladá Boleslav a BSS Brandýs nad Labem.

## Ligová bilance
| Ročník                                   | Zápasy | Góly | Klub                      |
| ---------------------------------------- | ------ | ---- | ------------------------- |
| 1. československá fotbalová liga 1974/75 | -      | 2    | Škoda Plzeň               |
| 1. československá fotbalová liga 1977/78 | -      | 0    | Škoda Plzeň               |
| Česká národní fotbalová liga 1978/79     | -      | -    | AŠ Mladá Boleslav         |
| Česká národní fotbalová liga 1978/79     | -      | -    | LIAZ Jablonec             |
| Česká národní fotbalová liga 1981/82     | 4      | 0    | LIAZ Jablonec             |
| Česká národní fotbalová liga 1982/83     | 28     | 8    | VTŽ Chomutov              |
| Česká národní fotbalová liga 1983/84     | 21     | 4    | VTŽ Chomutov              |
| Česká národní fotbalová liga 1984/85     | 3      | 1    | VTŽ Chomutov              |
| Česká národní fotbalová liga 1984/85     | 15     | 2    | Auto Škoda Mladá Boleslav |
| Česká národní fotbalová liga 1985/86     | 14     | 6    | Auto Škoda Mladá Boleslav |
| Česká národní fotbalová liga 1986/87     | 4      | 0    | Auto Škoda Mladá Boleslav |
| Česká národní fotbalová liga 1988/89     | 13     | 4    | BSS Brandýs nad Labem     |
| CELKEM 1. liga                           | -      | 2    |                           |

## Trenérská kariéra
- 1. česká fotbalová liga 1996/97 FC Viktoria Plzeň - asistent
- Gambrinus liga 1997/98 FC Viktoria Plzeň - asistent
- Gambrinus liga 1998/99 FC Viktoria Plzeň - asistent